# Dehn
Dehn är en tysk-baltisk adelsätt med ursprung i Rostock i norra Tyskland.

## Dehn i Baltikum
Från dödsregistret i St. Nikolaikyrkan reval (nuvarande Tallinn) är Arnoldus Dehne (ca 1610–1657) införd som avliden den 23 januari 1657. Denna Arnoldues anses vara stamfader för ättens medlemmar i Estland och Livland, vilka grenade ut sig i Husen Selliküll, Emmomäggi,, Weltz, Raggafer, Kickel och Kono.

## Medlemmar i urval
Siegfried Wilhelm Dehn (1799-1858), tysk musikteoretiker.